# Trois B
Pour les articles homonymes, voir 3B.
Trois B ou 3B est une expression désignant le trio du gouvernement provisoire de la République algérienne constitué de Krim Belkacem (ministre de la Défense), Abdelhafid Boussouf (ministre de l'Armement et des Liaisons générales (MALG) et Lakhdar Bentobal (ministre de l'Intérieur) lors de la guerre d'Algérie.

## Historique
Selon l'expression Daho Djebal, l'expression a été inventée par le journaliste Yves Courrière. L'expression désigne le trio en charge de l'Armée de libération nationale au sein du gouvernement provisoire de la République algérienne. Le trio comprend Krim Belkacem (ministre de la Défense), Abdelhafid Boussouf (ministre de l'Armement et des Liaisons générales (MALG) et Lakhdar Bentobal. Ils ont été critiqués pour leur autoritarisme.

## Héritage
Lors du Hirak, l'expression a été reprise par les manifestants pour désigner les personnalités dont ils réclamaient le départ du pouvoir : Abdelkader Bensalah (chef de l'État), Noureddine Bedoui (Premier ministre) et Tayeb Belaïz (président du Conseil constitutionnel).